# 糯米雞

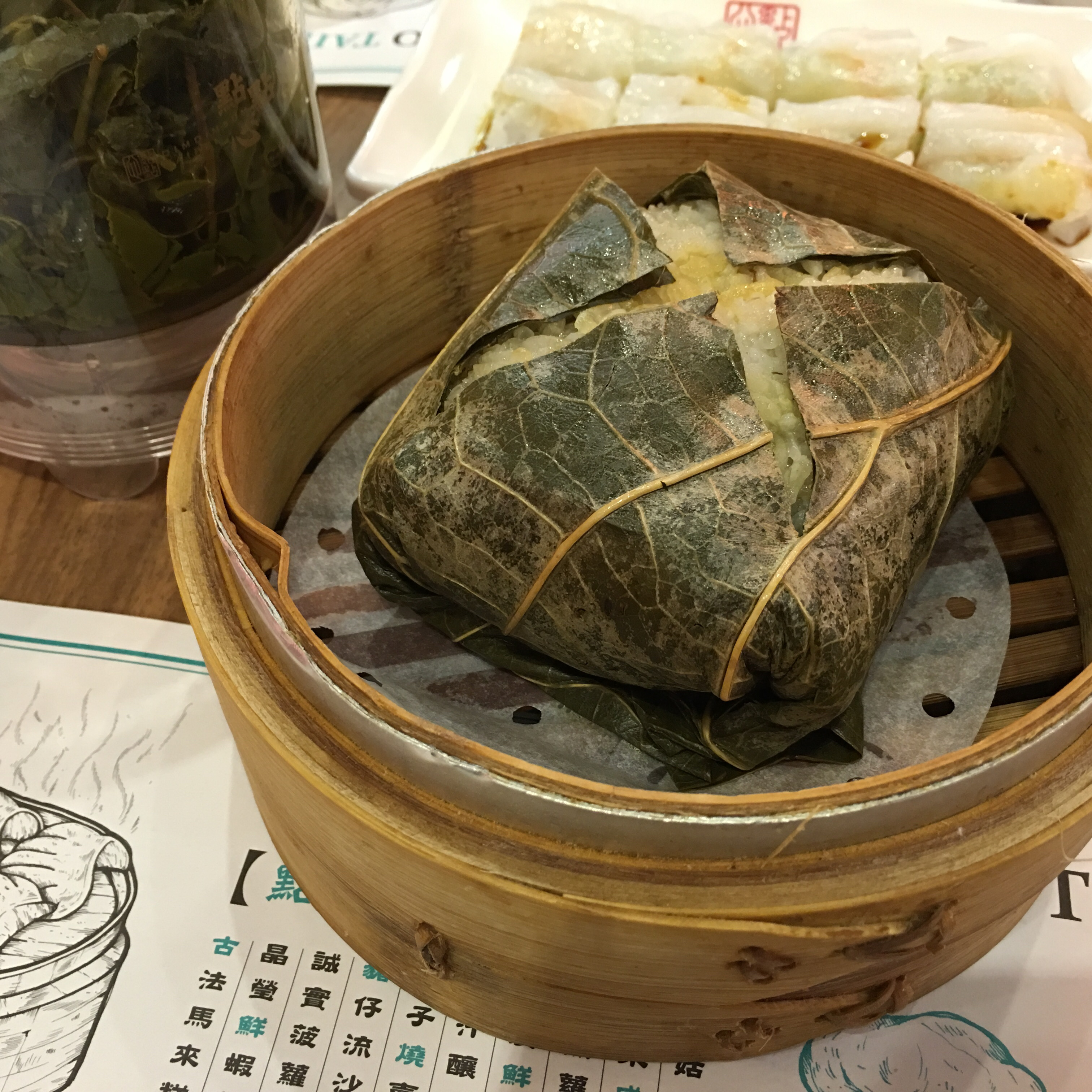
糯米雞

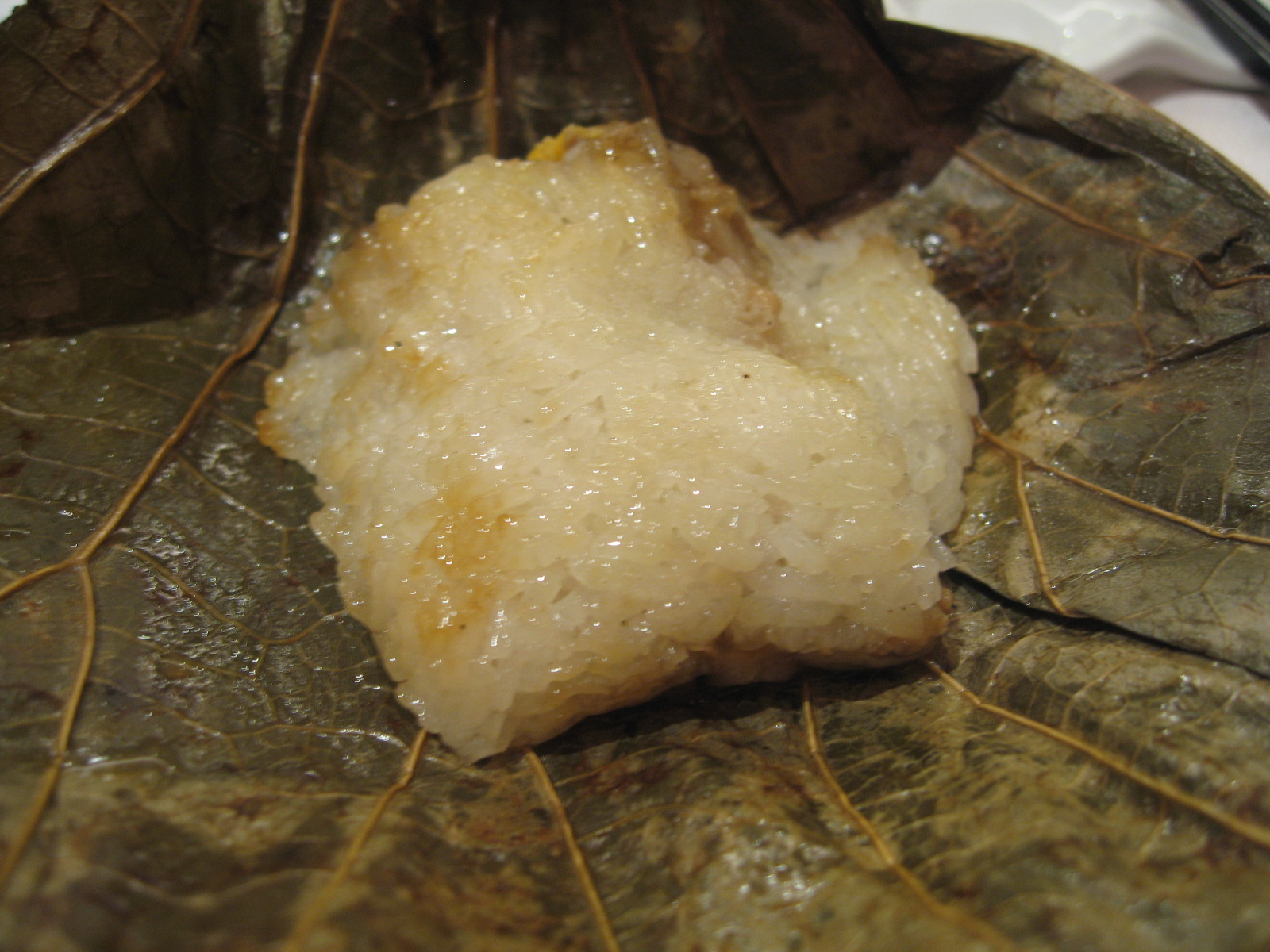
揭開荷葉的糯米雞

糯米雞是源自廣東的一種點心。製法是以荷葉包著糯米，中央放雞肉、叉燒肉、冬菇等餡料。
傳統的糯米雞的份量不少，吃一個糯米雞已差不多是半頓飯量。因此約1980年代起的廣東酒樓推出材料相同，而體積小一半的珍珠雞。另一種和糯米雞相似的點心是荷葉飯。兩者外形相似，但荷葉飯是以粘米而不是糯米製成。

## 起源

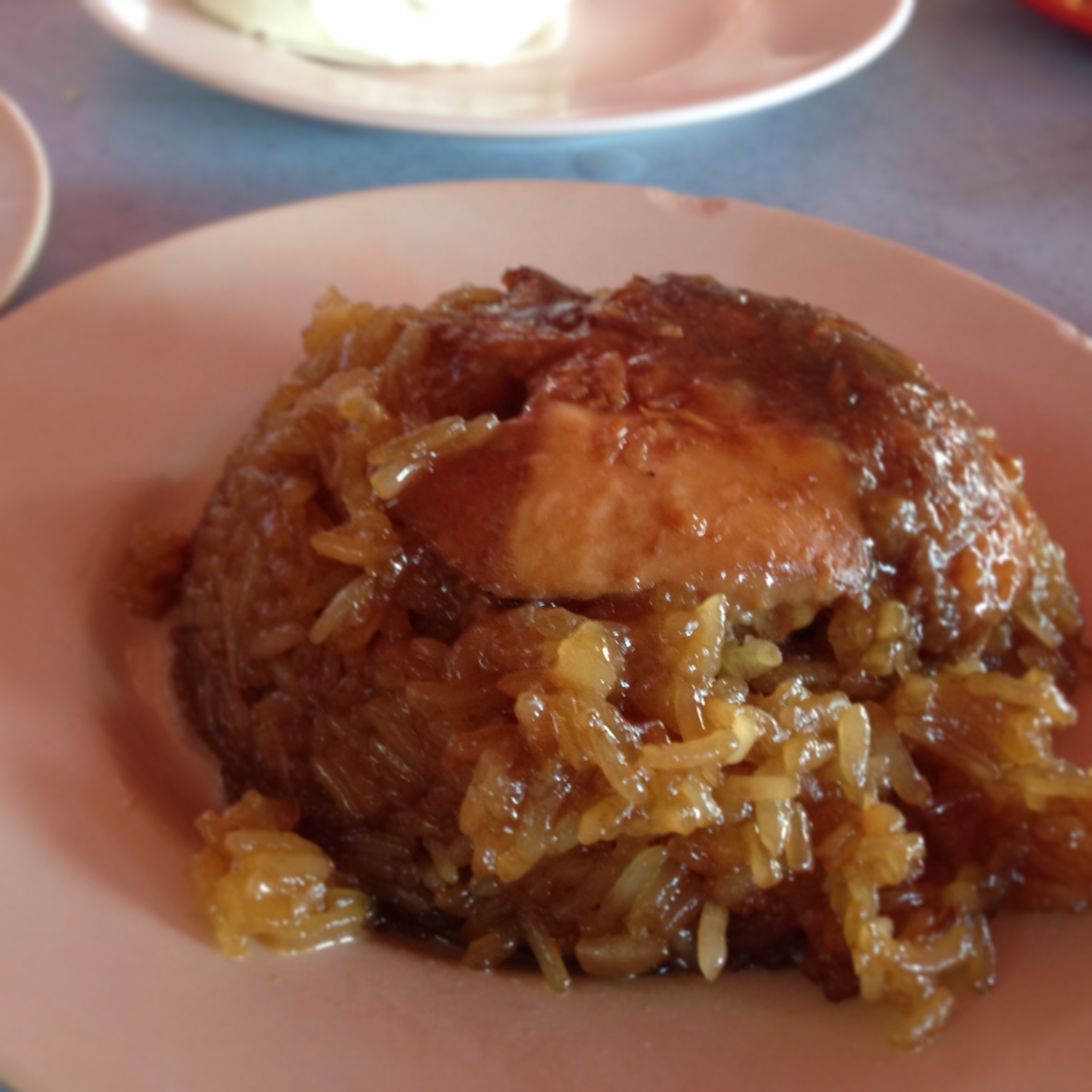
吉隆坡茶楼所贩售的糯米雞

相傳糯米雞起源是廣州的夜市，以滿足顧客宵夜之需，最初是以瓷碗裝著生糯米、醬醃雞肉和香菇，隔水蒸熟而成。後來為小販為方便肩挑出售，改為以荷葉包裹，同時也能增添一股荷葉清香。因為改用荷葉來包裹，使得糯米雞的份量和材料不限於瓷碗的大小，開始加进叉燒、臘腸、蝦米、鹹蛋黃等，份量也增加不少。這種荷葉包裹的糯米雞獲得廣州市民的歡迎，廣州的酒樓紛紛改買這種糯米雞，繼而流傳至香港一帶，後來還延伸出体积縮小一半的珍珠雞。
新马一带糯米雞依舊保持原先的傳統，使用碗裝糯米再蒸熟而吃，不過所使用的碗也改用不易打破且久蒸不會褪色的金屬碗或拋棄式的鋁箔碗，不過內部的餡料依舊僅以雞肉、香菇和臘腸為主，沒有太多的配料。

## 制作过程
1. 食材准备：糯米、鸡肉、蘑菇、盐、酱油、糖、花生油。
2. 将糯米淘洗干净后浸泡在水中约 2 小时，让其吸足水分。
3. 鸡肉洗净切块，用少量盐和酱油腌制 10 分钟，蘑菇切碎备用。
4. 在热锅中加入花生油，将腌制好的鸡肉煎至两面金黄后捞出备用。
5. 将煎好的鸡肉和切碎的蘑菇加入淘洗好的糯米中，加入适量的盐、酱油、糖拌匀。
6. 取一张大青叶，将拌好的糯米倒在青叶上，将青叶捲起，用绳子捆好。
7. 煮水后将捆好的糯米鸡放入锅中，煮至水开后再用小火煮 1-1.5 小时。
8. 煮好的糯米鸡取出后，用剪刀剪开绳子，取出糯米饭和鸡肉，摆盘即可。

注意事项：制作过程中糯米的水分要掌握好，以免糯米鸡煮糊。同时，糯米鸡的煮时间和火候也很重要，要根据锅具和火力调整，确保口感和熟度的均衡。

## 延伸食品
有傳糯米雞在古代製法是以糯米、瑤柱、蝦乾粒等其他餡料放入已經去骨的雞翼中，蒸熟而成。上述製法的糯米雞現時以糯米雞翼或鸡翅包饭的名稱贩售，且不一定为蒸熟。
隨著糯米雞成為粵式和新马一帶茶樓的主要食品，在近十年來也開始推出許多新式的吃法，如將糯米雞解開荷葉後包上一層西式的酥皮，放入烤爐內烘焙，形成一道中西合璧的酥皮糯米雞。在吉隆坡郊外的大城堡（Sri Petaling）則出現為糯米雞包上一圈麵團，蒸熟後形成雞窩包，這道料理後來在馬來西亞各地也形成一股“雞窩包”旋風。

## 與粽的區別
糯米雞除用荷葉，粽葉包外，還有不同，糯米雞用荷葉折實，方塊形狀，粽是用繩紮實，是長條或菱形狀。更主要區別，糯米雞用蒸具蒸熟，粽子用水煮熟的。吃起來糯米雞的米飯較軟綿，粽的米飯稍硬一些。另外，粽與糯米雞的材料也有不同，廣東的粽主要用豆、肥豬肉、咸蛋作餡。

## 外部連結
- 馬來糯米雞：知食份子 （页面存档备份，存于）
- 從糯米雞到雞窩包 （页面存档备份，存于）
- 糯米鸡的制作过程 （页面存档备份，存于）

## 參看
- 糯米食品
- 粵菜
- 香港飲食文化
- 粵式點心